# José García Vayas
José García Vayas (Estella, 7 de septiembre de 1889 - Albi, Francia, 27 de octubre de 1962) fue un militar español, que participó en la Guerra civil española.

## Biografía
Ingresó en la academia de Infantería en 1909, licenciándose en 1912 como segundo teniente de Infantería. Fue destinado al Regimiento Valencia de Santander. En 1918 ascendió a capitán. En el año 1934 ascendió a comandante de Infantería y más tarde fue nombrado jefe del 2.º batallón de El Dueso del Regimiento con sede en Santoña. José García Vayas tuvo un papel decisivo en el período de Guerra Civil en la región cántabra. Destacaba por sus ideas izquierdistas, durante la dictadura de Primo de Rivera sufrió el rechazo de sus compañeros de armas.
José García Vayas fue clave para desarticular los planes golpistas en la entonces provincia de Santander. Primero consigue frustrar los propósitos de los capitanes del batallón a su mando de incorporarse a la sublevación militar. A los pocos días, en una hábil jugada del presidente de la Diputación provincial, el socialista Juan Ruiz Olazarán, es nombrado comandante militar de Santander y jefe del Regimiento «Valencia» en sustitución del coronel Pérez y Argüelles. De esta forma, se frena la posibilidad de una sublevación militar en la región cántabra. En esta labor contó con la colaboración de su ayudante, el capitán José Bueno Quejo, quien inicialmente mantuvo una actitud dudosa.
Más tarde y durante las operaciones militares llevadas a cabo en la región, se dedicó de manera exclusiva a la dirección militar de las columnas milicianas que actuaban en la provincia. Posteriormente sería nombrado jefe del Cuerpo de ejército de Santander —reconvertido luego en el XV Cuerpo de Ejército, del que también fue comandante—. Fue ascendido a teniente coronel. José García poseía tal popularidad que los diversos intentos de revelarle del mando a los inicios de la ofensiva franquista sobre Santander fueron inútiles. Sin embargo, debido al mal desempeño que tuvo el XV Cuerpo de Ejército durante la batalla de Santander fue destituido y sustituido por Francisco Galán.
Conocido como "El Abuelo" o "Tiburón", después de que la ciudad de Santander cayese en manos franquistas, fue nombrado inspector de los CRIM (Centros de Reclutamiento, Instrucción, y Movilización). Sin embargo, el final de la guerra le obliga a exiliarse, residiendo en Francia hasta su muerte, en el año 1962.